# Cuba Gooding jr.
Cuba M. Gooding jr. (The Bronx (New York), 2 januari 1968) is een Amerikaans acteur. Hij won een Oscar voor zijn bijrol in Jerry Maguire. Daarnaast kreeg hij meer dan tien andere filmprijzen toegekend, waaronder een American Comedy Award en een Satellite Award (beide voor Jerry Maguire).
Gooding jr. kreeg in 2002 een ster op de Hollywood Walk of Fame. Hij is de vader van acteur Mason Gooding.
In november 2023 werd Gooding jr. door twee vrouwen aangeklaagd wegens seksueel wangedrag.

## Filmografie
| Jaar | Titel                                            | Rol                                  | Opmerkingen                     |
| ---- | ------------------------------------------------ | ------------------------------------ | ------------------------------- |
| 1988 | Coming to America                                | Klant in kapperszaak                 |                                 |
| 1991 | Boyz n the Hood                                  | Tré Styles                           |                                 |
| 1992 | Gladiator                                        | Abraham Lincoln Haines               |                                 |
| 1992 | A Few Good Men                                   | Korporaal Carl Hammaker              |                                 |
| 1993 | Daybreak                                         | Stephen Tolkin                       |                                 |
| 1993 | Judgment Night                                   | Mike Peterson                        |                                 |
| 1994 | Lightning Jack                                   | Ben Doyle                            |                                 |
| 1995 | Outbreak                                         | Majoor Salt                          |                                 |
| 1996 | Jerry Maguire                                    | Rod Tidwell                          | Academy Award voor beste bijrol |
| 1997 | As Good as It Gets                               | Frank Sachs                          |                                 |
| 1998 | What Dreams May Come                             | Albert Lewis                         |                                 |
| 1998 | A Murder of Crows                                | Lawson Russel                        |                                 |
| 1999 | Instinct                                         | Theo Caulder                         |                                 |
| 1999 | Chill Factor                                     | Arlo                                 |                                 |
| 2000 | Men of Honor                                     | BM2/Chief/Senior Chief Carl Brashear |                                 |
| 2001 | Pearl Harbor                                     | Petty Officer Doris Miller           |                                 |
| 2001 | Rat Race                                         | Owen Templeton                       |                                 |
| 2002 | Snow Dogs                                        | Dokter Ted Brooks                    |                                 |
| 2003 | Boat Trip                                        | Jerry Robinson                       |                                 |
| 2003 | The Fighting Temptations                         | Darrin Hill                          |                                 |
| 2003 | Radio                                            | James Robert "Radio" Kennedy         |                                 |
| 2004 | Paniek op de Prairie                             | Buck                                 | voice-over                      |
| 2005 | Dirty                                            | Salim Adel                           |                                 |
| 2005 | Shadowboxer                                      | Mikey                                |                                 |
| 2006 | End Game                                         | Alex Thomas                          |                                 |
| 2006 | Lightfield's Home Videos                         | ...                                  |                                 |
| 2007 | Norbit                                           | Deion Hughes                         |                                 |
| 2007 | Daddy Day Camp                                   | Charlie Hinton                       |                                 |
| 2007 | What Love Is                                     | Tom                                  |                                 |
| 2007 | American Gangster                                | Nicky Barnes                         |                                 |
| 2007 | The Land Before Time XIII: The Wisdom of Friends | Loofah de Beipiaosaurus              | stem                            |
| 2008 | Hero Wanted                                      | Liam Case                            |                                 |
| 2008 | The Way of War                                   | David Wolfe                          |                                 |
| 2008 | Harold                                           | Cromer                               |                                 |
| 2008 | Linewatch                                        | Michael Dixon                        |                                 |
| 2009 | The Devil's Tomb                                 | Mack                                 |                                 |
| 2009 | Lies & Illusions                                 | Isaac                                |                                 |
| 2009 | Gifted hands                                     | Benjamin Carson                      |                                 |
| 2009 | Wrong Turn at Tahoe                              | Joshua                               |                                 |
| 2011 | The Hit List                                     | Jonas Arbor                          |                                 |
| 2012 | Red Tails                                        | Majoor Emanuel Stance                |                                 |
| 2013 | Don Jon                                          | Hollywood acteur 2                   | cameo                           |
| 2013 | Absolute Deception                               | FBI Agent John Nelson                |                                 |
| 2013 | Life of a King                                   | Eugene Brown                         |                                 |
| 2013 | The Butler                                       | Carter Wilson                        |                                 |
| 2013 | Machete Kills                                    | El Chameleón 2                       |                                 |
| 2014 | Freedom                                          | Samuel                               |                                 |
| 2014 | Selma                                            | Fred Gray                            |                                 |
| 2018 | Bayou Caviar                                     | Rodney Jones                         |                                 |
| 2020 | Life in a Year                                   | Xavier                               |                                 |
| 2023 | The Weapon                                       | Blue                                 |                                 |